# 388
388 је била преступна година.

## Догађаји
- Битка на Сави: Цар Теодосије I побеђује Магнуса Максимуса близу Емоне (данашња Словенија). Теодосије командује војском коју чине Готи, Хуни и Алани. Валентинијан II, тада 17-годишњак, враћен је на власт као римски цар.[1]
- Франачка инвазија 388. године: Побуњени Франци предвођени Маркомером, Суном и Генобаудом нападају Римско царство са пљачком и прете Колонији Клаудији Ара Агрипинензијум (Келн). Римљани уништавају део освајача у шуми Ђумур (данашња Белгија). Римски генерал Квинтин прогони освајаче на франачком тлу и упада у заседу. Његову војску окружују и поражавају Франци.
- 28. август – Магнус Максимус се предаје у Аквилеји и погубљен је. Теодосије I се посвећује прождрљивости и раскалашном животу. Максимов син Флавије Виктор погубљен је у Триру од стране Валентинијановог магистра милитума Арбогаста.
- Краљ Шапур III умире након владавине у којој је поделио Јерменију са Римским царством. Наслеђује га син Бахрам IV, који постаје дванаести сасанидски краљ Персије.
- Цар Чандрагупта II, владар Гупта царства, започиње рат против Шака династије у Западној Индији.
- Патерн Узолски постаје епископ града Браге (Португал).
- Исак Јерменски, у 50. години, именован је за католикоса (духовног поглавара) Јерменске апостолске цркве.
- Јероним Стридонски се сели у Палестину, где проводи остатак живота као пустињак близу Витлејема.